# Псевдобоа
Псевдобоа (лат. Pseudoboa) — род змей из семейства ужеобразных, обитающий в Южной Америке.

## Описание
Общая длина представителей этого рода колеблется от 55 см до 1 м. Голова узкая, сжата с боков. Глаза среднего размера с круглыми зрачками. Туловище стройное, тонкое. Особенностью этого рода является наличие неспаренных подхвостовых щитков. Голова значительно темнее, чем туловище и хвост. Окраска спины бледно-красная, красновато-коричневая, чёрная. Брюхо кремовое или бледное. У некоторых видов присутствует светлый «воротничок» на шее.

## Образ жизни
Населяют песчаные, глинистые почвы в тропических лесах. Практически всю жизнь проводят на земле, впрочем могут забираться на кусты и деревья. Активны в сумерках. Питаются грызунами, земноводными и ящерицами. Душат добычу подобно удавам.

## Размножение
Это яйцекладущие змеи.

## Распространение
Являются эндемиками Южной Америки. 

## Классификация
На август 2018 года в род включают 6 видов:
- Pseudoboa coronata Schneider, 1801 — Псевдобоа Шнейдера
- Pseudoboa haasi (Boettger, 1905) — Бразильский псевдобоа
- Pseudoboa martinsi Zaher, Oliveira & Franco, 2008
- Pseudoboa neuwiedii (Duméril, Bibron & Duméril, 1854) — Тринидадский псевдобоа
- Pseudoboa nigra (Duméril, Bibron & Duméril, 1854) — Чёрный псевдобоа
- Pseudoboa serrana Morato, Moura-Leite, Prudente & Bérnils, 1995